# はっけんどん
はっけんどん、伯玄どんは、福岡県春日市伯玄町で伝承されている民話の1つ。無類の力持ちで、働き者で、頓智に富んだこの地方の有名な民話の主人公である。

## 解説
『筑前国続風土記拾遺』に「伯玄ヶ塔とて石祠あり、伯玄といひし強力の者の塚也と云」とあり、実在の人物であったされる。はっけんさんの話は、寛政年間（十八世紀末）の筑前国続風土記附録に書かれている。その当時でも史実とかけはなれた昔話の扱いになっている。なんらかの歴史的事実が隠されていると言われている。また、修験者出身の者であったと言われている。